# Heterusia prusioides
Heterusia prusioides là một loài bướm đêm trong họ Geometridae.